# Eumachos von Neapel
Eumachos von Neapel war ein antiker griechischer Geschichtsschreiber. Er lebte wohl im 3./2. Jahrhundert v. Chr.
Über Eumachos, der aus Neapolis (Neapel) stammte, ist nichts Näheres bekannt. Er gehört zu einer Gruppe von griechischen Historikern, die Geschichtswerke über den Karthager Hannibal verfassten und von Polybios gescholten wurden (bei Polybios namentlich Sosylos und Chaireas).
Aus dem Werk des Eumachos sind nur zwei kurze Fragmente erhalten geblieben. Das erste Fragment ist im Werk des Athenaios überliefert und stammt aus dem zweiten Buch der „Hannibalgeschichte“ des Eumachos. Dort wird eine Skandalgeschichte des sizilischen Tyrannen Hieronymos berichtet, der 215/14 v. Chr. in Syrakus herrschte. Polybios kritisiert in seinen Historien namentlich nicht genannte Geschichtsschreiber, die über Hieronymos berichteten. Wahrscheinlich bezieht sich diese Kritik auch auf Eumachos (und Baton von Sinope).
Ein gewisser Eumachos wird außerdem im Buch der Wunder des Phlegon von Tralleis erwähnt. Dort wird geschildert, wie die Karthager einen Graben aushoben und dabei zwei riesige verwitterte Skelette fanden. Es ist jedoch nicht sicher, dass das zweite Fragment von dem Hannibalhistoriker stammt, wenngleich dies in der Regel angenommen wird. In diesem Fall ist unklar, ob die Passage aus dessen „Hannibalgeschichte“ oder, wie die Titelangabe Phlegons (Perihegesis) vermuten lässt, aus einem weiteren, eher geographisch-historischen Werk stammt.

## Textausgaben
- Duane W. Roller: Eumachos of Neapolis (178). In: Brill’s New Jacoby (Text, englische Übersetzung und Kommentar).